# 函館新外環狀道路
函館新外環狀道路（日语：／）是位於日本北海道函館市的地域高規格道路。起於函館市桔梗町，終於函館市古川町，長約15公里，是連接函館機場的機場道路，部分已通車，而仍有部分興建中。
函館新外環狀道路的興建，是用以緩和函館都市圏外環道路北海道道100號函館上磯線（產業道路）的壅塞路況，與縮短到達道南其他地區的時間。2015年，赤川交流道通車後，函館上磯線（產業道路）與周邊道路的車流量降低，事故也減少。。

## 計畫路段
函館新外環狀道路目前分為機場道路與古川道路兩段。機場道路自北海道函館市桔梗町起，至同市上湯川町止，長10公里，路幅12.0公尺（全部完工後將有20.5 m），暫定2車線（全部完工後將有4線道），每車道寬3.5公尺。其構造規格為第1種3級，速限為時速80公里。古川道路則是從上湯川町至古川町，長5.0 km，2000年已勘測，但興建時間未定。。

## 年表
- 2007年：機場道路事業化[7]。
- 2009年度：機場道路開工[7]。
- 2015年 3月14日：函館交流道至赤川交流道通車（暫定2車線）[8][9]。

### 預定時程
- 2020年度：函館IC/JCT至赤川IC間4車道通車，赤川IC至函館空港I通車（暫定2車線）[10]。

## 交流道
- 交流道（IC）編號欄的背景色為■顯示該部分道路已經啟用，設施名稱欄的背景色為■顯示該部分設施尚未啟用，未通車路段名稱皆為臨時名稱。
- IC為交流道的簡寫，JCT為系統交流道的簡寫。

| 交流道 編號 | 中文設施名稱 | 日文設施名稱 | 英文設施名稱 | 接續路線名稱                                                             | 起點 里程 （公里） | 備註 | 所在地         | 所在地 |
| ----------- | ------------ | ------------ | ------------ | ------------------------------------------------------------------------ | ------------------ | ---- | -------------- | ------ |
| 1           | 函館IC/JCT   |              |              | 國道5號（E5 函館新道） 國道228號（E59 函館江差自動車道） 國道5號（現道） | 0.0                |      | 渡島綜合振興局 | 函館市 |
| 2           | 赤川IC       |              |              | 北海道道347號赤川函館線                                                  | 2.4                |      | 渡島綜合振興局 | 函館市 |
| 3           | 日吉IC       |              |              | 北海道道1132號函館臨空工業團地線                                         |                    |      | 渡島綜合振興局 | 函館市 |
| 4           | 函館機場IC   |              |              | 北海道道1177號函館機場Inter線                                            | 10.0               |      | 渡島綜合振興局 | 函館市 |

## 路線狀況
| 路段            | 車道數 上下線=上行線+下行線 | 速限         |
| --------------- | --------------------------- | ------------ |
| 函館IC - 赤川IC | 4=2+2                       | 80公里／小時 |

※部分路段一方向為1線道（60公里／小時）

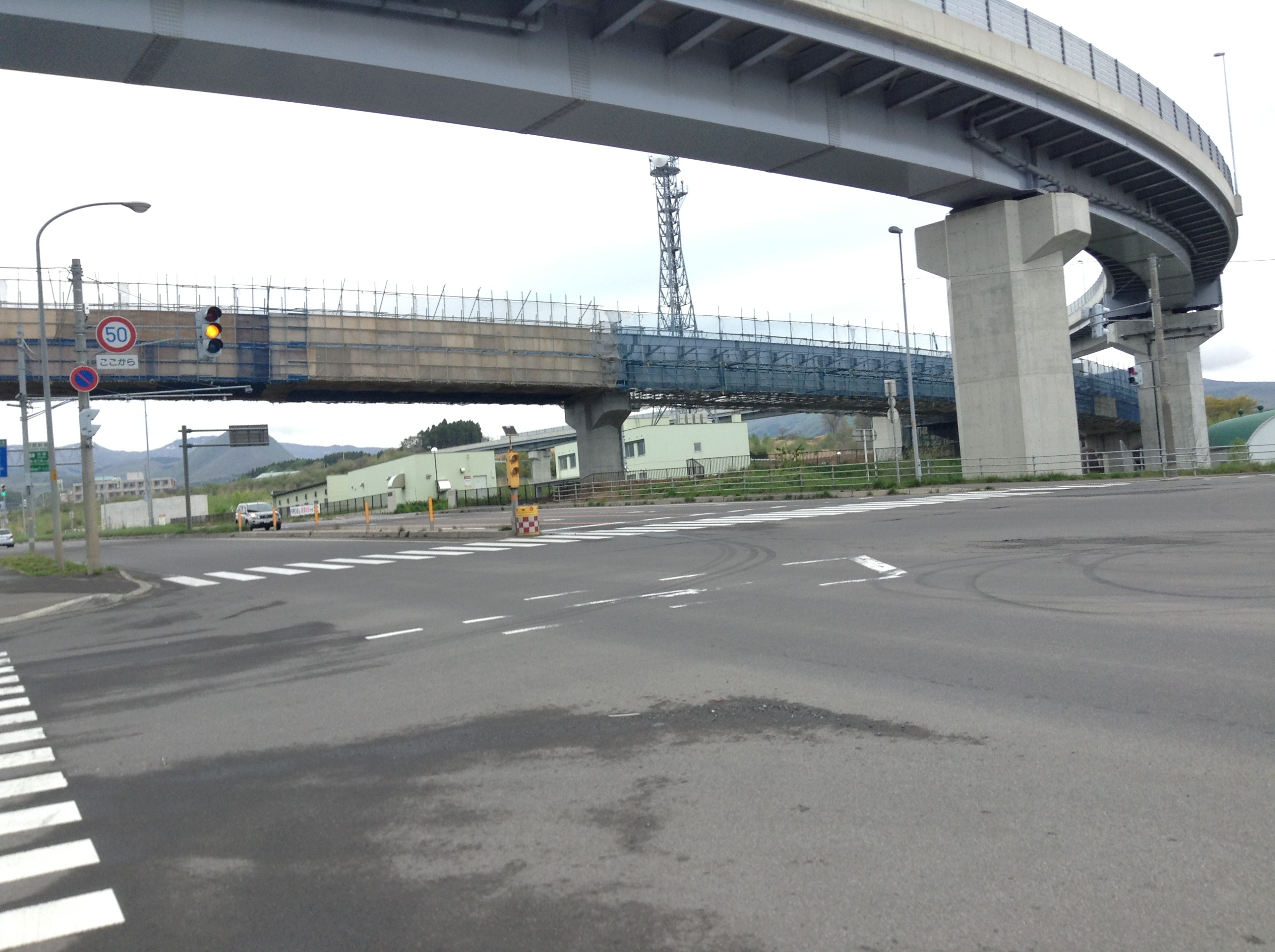
興建中的函館JCT（2013年5月）
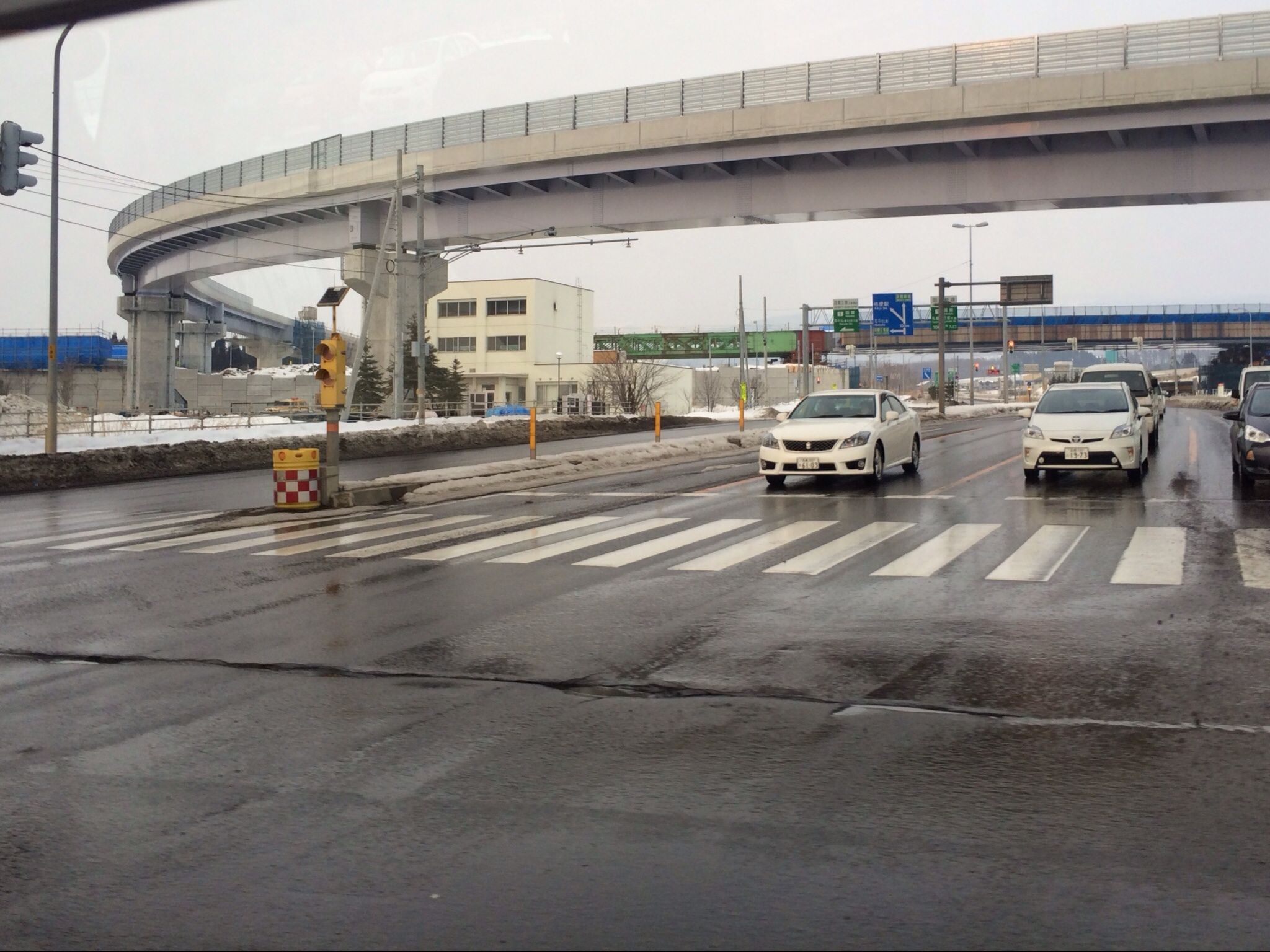
函館JCT周邊（2014年1月）
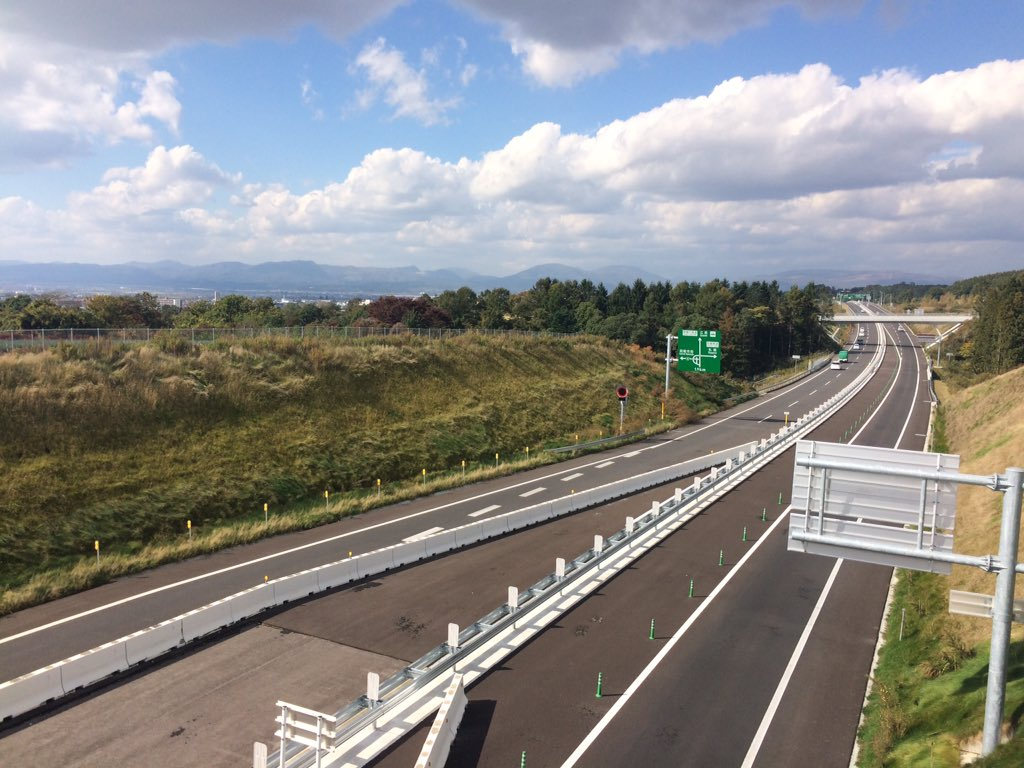
赤川IC周邊（2015年10月）

## 外部連結
- 地域高規格道路 函館新外環狀道路 - 北海道開發局函館開發建設部
- 函館新外環状道路（页面存档备份，存于） - 函館市

1. ↑  高速自動車國道（北海道縱貫自動車道）並行一般國道自動車專用道路。
2. ↑  基於國土交通大臣指定高規格幹線道路（一般國道的自動車專用道路）。